# Principessa per sempre
Principessa per sempre (Royally Ever After) è un film per la televisione del 2018 diretto da Lee Friedlander.

## Distribuzione
Il film è stato distribuito nelle sale cinematografiche nel 2018.